# Zielinka
Zielinka – prawy dopływ Cybiny przy wschodniej granicy Poznania.

## Przebieg i stan
Zielinka wypływa z poznańskiego Zielińca, przepływa przepustem pod linią kolejową nr 394 i wpływa bezpośrednio do Jeziora Swarzędzkiego. Na całej długości płynie w jarze głęboko wciętym w lasy leśnictwa miejskiego Zieliniec. Dno kotliny posiada duże spadki, zarówno podłużne jak i poprzeczne. Stan rowu w roku 1998 opisano jako kiepski, widać było wyraźne ślady erozji dennej i bocznej. Obfite opady powodowały systematycznie zamulanie się przepustów w dolnym i środkowym biegu.

## Parametry
- długość cieku – 1,3 km
- powierzchnia zlewni – 2,15 km²
- miejsce zasilenia Cybiny – 9,9 km od ujścia

## Bibliografia

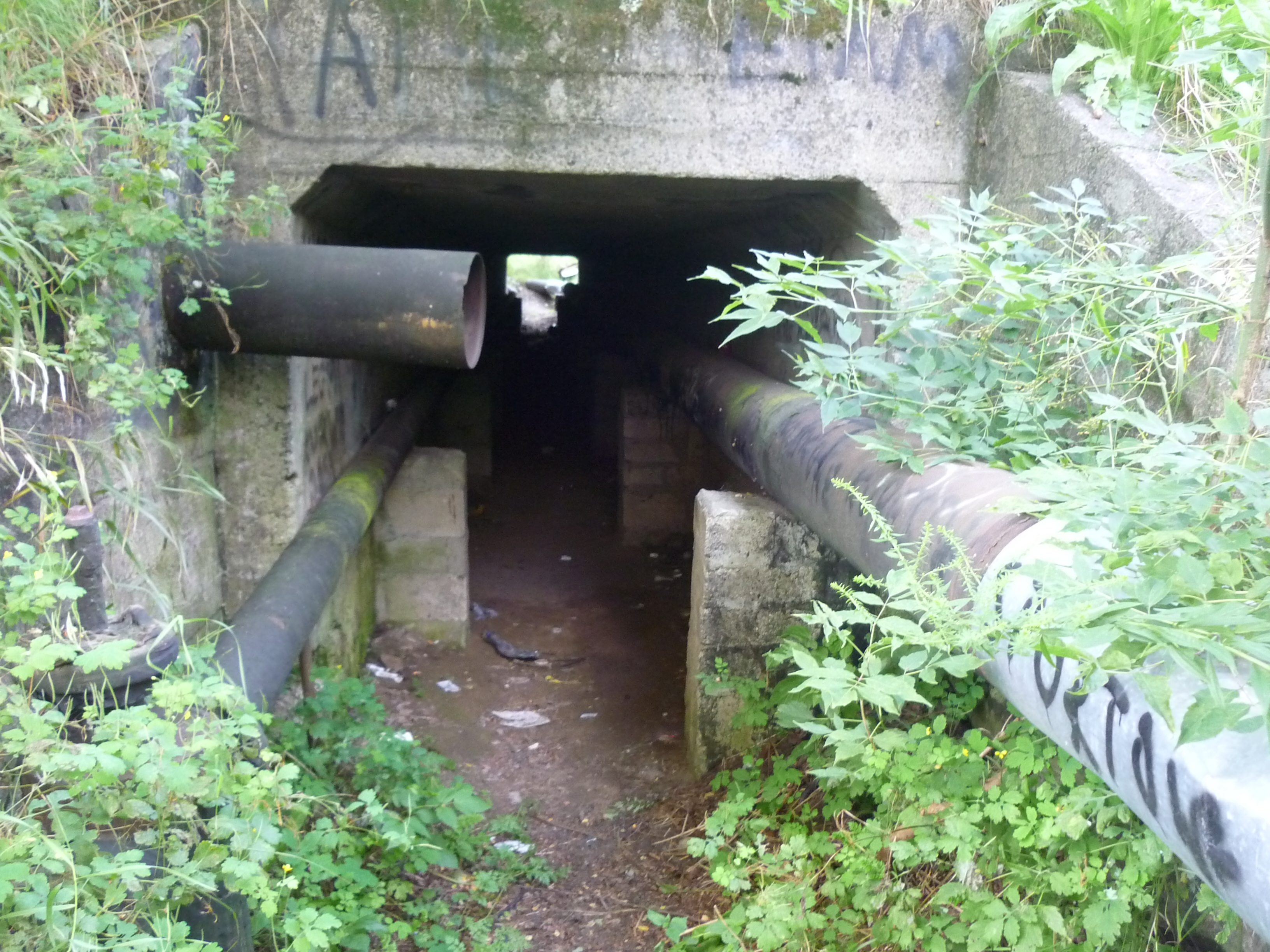
Zamulony przepust pod linią kolejową nr 394